# Australeunotus
Australeunotus is een geslacht van vliesvleugeligen uit de familie Pteromalidae. De wetenschappelijke naam van dit geslacht is voor het eerst geldig gepubliceerd in 1922 door Girault.

## Soorten
Het geslacht Australeunotus is monotypisch en omvat slechts de volgende soort:
- Australeunotus ruskini Girault, 1922